# Slaget vid Sitka
Slaget vid Sitka (engelska: Battle of Sitka, ryska: Битва при Ситке) var en drabbning år 1804 i dåvarande Ryska Amerika mellan Rysk-amerikanska kompaniet och Tsarryssland och Tlingitfolket. Slaget blev den sista stora väpnade konflikten mellan européer och ursprungsfolken i Alaska.

## Bakgrund
1799 grundade Rysk-amerikanska kompaniets representant Alexandr Baranov bosättningen Mikhailovsk vid Gájaa Héen (Starri Gavin) cirka 10 km norr om dagens Sitka efter att ha köpt marken från det lokala Tlingitfolket. Hudson Bay-kompaniet var också intresserad av området och erbjöd Tlingitklaner vapen i utbyte mot rättigheterna till pälshandeln. I juni 1802 attackerades den ryska bosättningen av Kiks ádi (Korpklanen) och andra Tlingitklaner och ett hundratal bosättare dödades.
Baranov samlade då en styrka som med hjälp av ryska flottan återvände i september 1804. Styrkan omfattade 4 ryska krigsfartyg (däribland kanonslupen Neva och Ermak) under befäl av Juri Fedorovich Lisianskij och ett manskap på cirka 150 ryssar och 300 aleuter.

## Geografi
Sitka ligger i Alexanderarkipelagen på den nordvästra delen av Baranofön i södra Alaska. Slaget ägde rum vid Korpklanens nybyggda fort Shish’k’i Noow vid mynningen av floden Kaasdahéen (Indian River). Fortet var cirka 70 m lång och 50 m bred och omgiven av en kraftig träpallisad. Det hade byggts på inrådan av shamanen Stoonookw inför en förväntad rysk repressalie efter attacken två år tidigare.

## Slaget

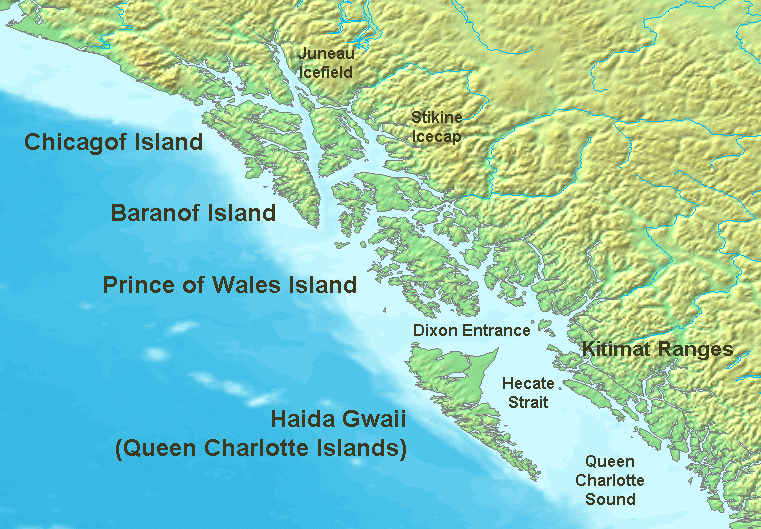
Lägeskarta över Baranofön.

I slutet av september landsteg Baranovs styrkor vid kullen Noow Tlein (Castle Hill) utan att möta större motstånd, man intog då kullen. Korpklanen under ledning av K’alyaan (Katlian) förflyttade sig till sitt nya fort Shish’k’i Noow vid flodmynningen, fortet hade ett strategiskt bättre läge då krigsfartygen med sina kanoner inte kunde komma lika nära.
Baranovs beslöt att attackera fortet kring den 1 oktober utan stöd av Lisianskijs fartyg, denna attack tillbakakämpades framgångsrikt av Korpklanen och Baranov själv blev sårad under striderna. Detta var dock en dyrköpt framgång, Korpklanen hade gjort av med mycket ammunition samtidigt som den grupp som skulle hämta nya förnödenheter hade tillintetgjorts av ryssarna.
På slagets andra dag inledde de ryska styrkorna en beskjutning av fortet som varade hela dagen dock utan att åstadkomma större skador. Korpklanen som var ovan vid denna typ av krigföring och saknade förnödenheter beslöt ändå att överge fortet. På slagets tredje dag attackerade de ryska styrkorna igen, under tiden striderna pågick evakuerade Korpklanen sina barn, kvinnor och äldre. Den fjärde dagen upptogs förhandlingar och därefter övergav Korpklanen fortet under natten. Ryssarna fortsatte dock beskjutningen i ytterligare två dagar då de fruktade ett bakhåll.

## Eftermäle
Slaget befäste kompaniets makt i området genom att Korpklanen fördrevs från området, klanen flyttade längre norrut ("Sitka Kiks ádi Survival March") och byggde senare en ny bosättning vid Peril Strait på närbelägna Chichagofön.
Efter slaget flyttades den gamla ryska bosättningen nu med namnet Novo-Archangelsk till nuvarande Sitka. Bosättningen byggdes kring fortet på Castle Hill och blev sedan huvudorten i Ryska Amerika.
Den 21 juni 1890 utsågs området kring fort Shish’k’i Noow till park av president Benjamin Harrison och den 23 mars 1910 inrättades området som Sitka National Monument, som den första nationalparken i Alaska. Parken som har en area på cirka 0,5 km² (113 acres) är den enda med inriktning på den ryska perioden i Alaska. Den 18 oktober 1972 ändrades namnet till Sitka National Historical Park samtidigt som området utökades lite.
I september 2004 hölls en minnesceremoni över slaget i parkområdet.